# Corey Allen
Corey Allen, geboren als Alan Cohen, (Cleveland (Ohio), 29 juni 1934 – Hollywood (Californië), 27 juni 2010) was een Amerikaans filmregisseur, acteur, scenarioschrijver en filmproducent.

## Biografie
Corey Allen studeerde aan de UCLA en behaalde de titel Bachelor of Fine Arts. In 1954 werkte hij mee aan de 20 minuten durende film A Time Out of War, die een Oscar voor "Beste Korte Film" ontving. Later werd de film ook met andere prijzen bekroond, zoals in Cannes en Venetië.
Na voltooiing van zijn studie aan de UCLA ontdekte regisseur Nicholas Ray Allen en bood hem de rol van Buzz Gunderson in Rebel Without a Cause aan, waarin James Dean de hoofdrol speelde.
Voor de aflevering Goodbye, Mr. Scribbs in de serie Hill Street Blues uit 1981 won hij een Emmy Award.
In 2005 werd een eredoctoraat aan Corey Allen verleend.

## Filmografie
Vanaf 1955 werkte Allen in verschillende televisieseries mee, waaronder Perry Mason en Bonanza.
In 1967 begon hij zijn carrière als regisseur. Hij regisseerde vooral pilotafleveringen, onder andere:
- Star Trek: The Next Generation
- Murder, She Wrote
- Simon & Simon

Daarnaast werkte hij als acteur o.a. in:
- Private Property van regisseur Leslie Stevens

Ook werkte Allen bij veel televisieseries achter de schermen, waaronder:
- Quincy, M.E.
- Lou Grant
- Trapper John, M.D.
- Magnum, P.I.
- Star Trek: Deep Space Nine